# Ocyptamus placivus
Ocyptamus placivus är en tvåvingeart som först beskrevs av Samuel Wendell Williston  1888.  Ocyptamus placivus ingår i släktet Ocyptamus och familjen blomflugor. Inga underarter finns listade i Catalogue of Life.